# Aielo de Malferit
Aielo de Malferit, en valencien et officiellement, (Ayelo de Malferit en castillan), est une commune de la province de Valence, dans la Communauté valencienne, en Espagne. Elle est située dans la comarque de la Vall d'Albaida et dans la zone à prédominance linguistique valencienne.

## Géographie

Localisation d'Aielo de Malferit
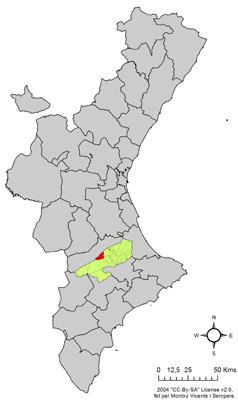
dans la Communauté valencienne.
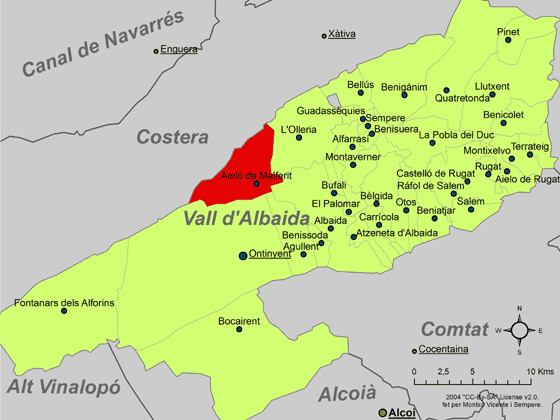
dans la comarque de la Vall d'Albaida.

### Localités limitrophes
Le territoire municipal d'Aielo de Malferit est voisin de celui des communes suivantes :
Vallada, Montesa, Canals, Ontinyent, Agullent, Albaida, et l'Olleria, toutes situées dans la province de Valence.

## Démographie
| Population | 2.513 | 2.746 | 2.883 | 2.895 | 2.840 | 2.695 | 2.595 | 2.823 | 3.085 | 3.156 | 3.549 | 3.766 | 3.924 | 4.155 | 4.502 |

## Administration
Liste des maires, depuis les premières élections démocratiques.
| Législature | Nom des maires          | Parti politique      |  |
| ----------- | ----------------------- | -------------------- |  |
| 1979-1983   | Francisco Barber Barber | Indépendant, AEAD    |  |
| 1983-1987   | Juan Bravo Escuriet     | PSPV-PSOE            |  |
| 1987-1991   | Juan Bravo Escuriet     | PSPV-PSOE            |  |
| 1991-1995   | Juan Bravo Escuriet     | PSPV-PSOE            |  |
| 1995-1999   | Francesc Martí Barber   | PSPV-PSOE            |  |
| 1999-2003   | Francesc Martí Barber   | PSPV-PSOE            |  |
| 2003-2007   | Francesc Martí Barber   | PSPV-PSOE            |  |
| 2007-2011   | Jose Luís Juan Pinter   | Indépendant, PPCV-PP |  |
| 2011-2015   | Jose Luís Juan Pinter   | Indépendant, PPCV-PP |  |
| 2015-2019   | Jose Luís Juan Pinter   | Indépendant, PPCV-PP |  |
| 2019-2023   | Juan Rafael Espi Mompo  | PSPV-PSOE            |  |

## Jumelage
- Vals-près-le-Puy (Haute-Loire) (France) depuis 2000.

### Sources
- (es) Cet article est partiellement ou en totalité issu de l’article de Wikipédia en espagnol intitulé « Ayelo de Malferit » (voir la liste des auteurs).
- (es) Varaciones de los municipios de España desde 1842, Ministerio de administraciones públicas, octobre 2008, 364 p. (lire en ligne) [PDF]